# Постолатьев, Владимир Владимирович
Влади́мир Влади́мирович Постола́тьев (укр. Володимир Володимирович Постолатьєв; род. 25 августа 1979, Нижнее, Ворошиловградская область) — украинский футболист, выступавший на позициях полузащитника и нападающего

## Биография
Родился в Луганской области. Отец занимался боксом, а оба деда были футболистами. Позднее, вместе с семьёй переехал в Киев, где в 12 лет начал заниматься футболом, сначала в ДЮСШ-15, а позднее — в ДЮСШ «Смена». Первый тренер — Геннадий Климков. Во взрослом футболе дебютировал в 1997 году, в составе «Налоговой академии» из Ирпеня, выступавшей в любительском чемпионате Украины. В 1999 году, в составе сборной Украины среди любителей, сформированной на базе ирпенского клуба, отправился на любительский чемпионат Европы. Там команда, под руководством Юрия Коваля и Павла Яковенко завоевала бронзовые награды. В 2000 году был приглашён в профессиональный клуб — кировоградскую «Звезду», возглавляемую Ковалем, которая чуть ранее вылетела из высшей лиги. Выступал за команду протяжении четырёх сезонов, был одним из основных футболистов. В составе «Звезды» в 2003 году стал победителем первой лиги чемпионата Украины и получил право выступать в высшем дивизионе. В высшей лиге дебютировал 12 июля 2003 года, на 82-й минуте домашнего матча против киевского «Арсенала» заменив Алексея Дерипапу. В элитном дивизионе, с пятью голами стал лучшим бомбардиром команды в сезоне 2003/04, что, однако, не спасло команду от последнего места в турнирной таблице и вылета из высшей лиги. Клуб испытывал серьёзные финансовые трудности и не смог заявиться на первую лигу, в связи с чем его покинули все ключевые игроки, включая Постолатьева.
В 2004 году, вместе с Юрием Ковалем и рядом бывших игроков «Звезды», перешёл в луганскую «Зарю», выступавшую в первой лиге. В чемпионате 2004—2005 годов своими девятью голами помог клубу выиграть бронзовые награды дивизиона, однако по окончании сезона покинул команду. Летом 2005 года принял предложение симферопольской «Таврии», однако результативностью в её составе не отличался и уже к зимнему межсезонью 2005—2006 годов был выставлен на трансфер, после чего отправлен в аренду в киевскую «Оболонь», в которой отыграл до конца сезона, выступая за клуб в первой лиге. Следующий чемпионат, также на правах аренды, начал в ужгородском «Закарпатье», где доиграл до зимы, после чего перешёл в ивано-франковский «Спартак», в котором, однако, также не смог закрепиться. Сезон 2007/08 провёл в черниговской «Десне», где с десятью голами стал лучшим бомбардиром команды, которая остановилась в шаге от бронзовых наград первой лиги, заняв четвёртое место в турнирной таблице, однако по окончании сезона клуб отказался удовлетворять требования футболиста, в связи с чем он покинул команду. В 2008 году стал игроком футбольного клуба «Александрия», за который выступал на протяжении половины сезона. В 2009 году отправился в Узбекистан, где подписал контракт с «Кызылкумом» из Зарафшана, в составе которого провёл два года, появляясь на поле в большинстве игр. В 2011 вернулся в Украину, перейдя в белоцерковский «Арсенал», где и завершил карьеру. Последний матч на профессиональном уровне сыграл в 2012 году

## Семья
Младший брат, Максим, также занимался футболом, однако выступал только на любительском уровне

## Достижения
- Победитель первой лиги Украины: 2002/03
- Бронзовый призёр первой лиги Украины: 2004/05